# Dubailand

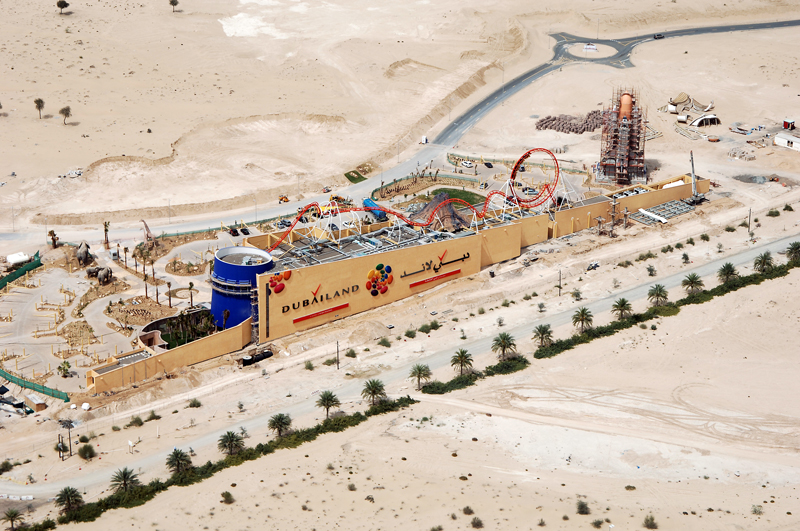
Dubailand sales center en construcció

Dubailand serà un colossal parc temàtic de la ciutat de Dubai, Emirats Àrabs Units. Les obres van començar el 2003 i estarà acabat devers el 2015, però les primeres fases ja estan acabades actualment, i incloent el Dubai Autodrome, The Global Village i Al Sahra Desert Resort a la secció d'ecoturisme, amb unes imitacions de teatres exteriors amb làsers i efectes especials, pirotècnia i sons. La secció coneguda per Sahara Kingdom estarà acabada el 2010. La construcció fou encarrega per l'emir Muhammad bin Rashid Al Maktum i una vegada acabat tindrà sis zones temàtiques i podria atreure a 15 milions de turistes amb 200.000 visitants diaris. El projecte ocupa 278 km², el doble que Disneyland i Disneyworld juntes. Les sis zones temàtiques previstes són:
- Attractions & Experience World, 13 km² 
  - Universal Studios Dubai
  - Tiger Woods Dubai
  - Bawadi
  - Global Village
  - Kids City
  - Giants World
  - Water Parks
  - Aquadunya
  - Sahara Kingdom
  - Dubai Snowdome (esqui)
- Retail and Entertainment World, 4 km² 
  - Flea Market
  - World Trade Park
  - Auction World
  - Factory Outlets
- Themed Leisure and Vacation World, 29 km² 
  - Women's World
  - Destination Dubai
  - Desert Kingdom
  - Andalusian Resort and Spa
- Eco-Tourism World, 75 km² 
  - Al Sahra Desert Resort
  - Sand Dune Hotel
  - Al Kaheel
- Sports and Outdoor World, 19 km² 
  - Dubai Sports City
  - Emerat Sports World
  - Plantation Equestrian i Club de Polo Club
  - Dubai Autodrome
  - Dubai Golf City
- Downtown, 1.8 km² 
  - Mall d'Aràbia, el més gran centre comercial del món
  - City Walk
  - The Great Dubai Wheel
  - Virtual Game World